# La Fontana de Xercavins
La Fontana de Xercavins és una obra de Cerdanyola del Vallès (Vallès Occidental) inclosa a l'Inventari del Patrimoni Arquitectònic de Catalunya. El 2019 l'edifici està desaparegut i al seu lloc hi ha un bloc de pisos nou.

## Descripció
Edifici aïllat, envoltat de jardí, situat al carrer de Sant Francesc. És un habitatge unifamiliar que consta de planta baixa i un pis, amb coberta de teula a dues vessants que té pendents molt pronunciats. La part central de la façana presenta un cos avançat que a la planta baixa forma un porxo i al pis una petita tribuna amb teulada. La porta d'accés i la finestra del pis són d'arcs molt rebaixats.

## Història
La torre fou construïda vers l'any 1920 en estil noucentista. Va ser una residència geriàtrica i un restaurant.